# Flugunfall der Trans-Air Hawaii bei Maui 1949
Der Flugunfall der Trans-Air Hawaii bei Kahului ereignete sich am 27. Mai 1949. An diesem Tag stürzte eine Curtiss C-46F-1-CU der Trans-Air Hawaii ab, mit der ein inländischer Frachtflug von Honolulu nach Kahului durchgeführt wurde, nachdem ein fortschreitender Triebwerksbrand die Tragflächenstruktur derart in Mitleidenschaft gezogen hatte, dass die Maschine in der Luft auseinanderbrach. Bei dem Unfall starben die beiden Insassen der Maschine.

## Maschine
Das Flugzeug war eine Curtiss C-46F-1-CU, die im Jahr 1945 im Werk von Curtiss-Wright endmontiert und mit der Werknummer 22368 und dem militärischen Luftfahrzeugkennzeichen 44-78545 an die United States Army Air Forces (USAAF) ausgeliefert wurde. Einige Jahre nach dem Zweiten Weltkrieg wurde die C-46 als Überbestand der USAAF kategorisiert und ausgeflottet. Am 23. März 1948 übernahm Trans-Air Hawaii die Maschine und ließ diese mit dem neuen Kennzeichen N5615V zu. Das zweimotorige Mittelstreckenflugzeug war mit zwei 18-Zylinder-Doppelsternmotoren des Typs Pratt & Whitney R-2800-75 Double Wasp ausgestattet.

## Insassen
An Bord der Maschine befanden sich zwei Besatzungsmitglieder – ein Flugkapitän und ein Erster Offizier.

## Unfallhergang
Die Maschine befand sich auf dem Flug von Honolulu nach Maui, als ein Brand im Triebwerk Nr. 2 (rechts) ausbrach. Da die Piloten die CO2-Triebwerkslöschanlage erst spät aktivierten, konnte der Brand das Brandschott überwinden und griff auf den Hauptholm über. Als sich die Maschine im Endanflug auf den Flughafen Kahului befand und die Piloten das Fahrwerk ausfuhren, riss das Triebwerk infolge der brandbedingten Strukturschwächung ab und die Tragfläche versagte. Die Maschine stürzte zu Boden und brannte aus. Beide Insassen kamen dabei ums Leben.

## Unfalluntersuchung
Die Unfalluntersuchung ergab, dass es zu einem Schaden am Zylinder Nr. 8 des rechten Triebwerks gekommen war. Dies habe dazu geführt, dass Hydraulikflüssigkeit sich in dem Triebwerk ausbreitete und sich beim Kontakt mit den heißen Bauteilen des Triebwerks explosionsartig entzündete.